# Winterella
Winterella är ett släkte av svampar. Winterella ingår i familjen Montagnulaceae, ordningen Pleosporales, klassen Dothideomycetes, divisionen sporsäcksvampar och riket svampar.
|            | Microsphaeropsis                                                              |
|            |                                                                               |
| Winterella | \| \| Winterella hypodermia \| \| \| \| \| \| Winterella cinctula \| \| \| \| |
|            | \| \| Winterella hypodermia \| \| \| \| \| \| Winterella cinctula \| \| \| \| |
|            | Phaeodothis                                                                   |
|            |                                                                               |
|            | Montagnula                                                                    |
|            |                                                                               |
|            | Kalmusia                                                                      |
|            |                                                                               |
|            | Bimuria                                                                       |
|            |                                                                               |
|            | Paraphaeosphaeria                                                             |
|            |                                                                               |
|            | Paraconiothyrium                                                              |
|            |                                                                               |
|            | Winterella hypodermia                                                         |
|            |                                                                               |
|            | Winterella cinctula                                                           |
|            |                                                                               |

|  | Winterella hypodermia |
|  |                       |
|  | Winterella cinctula   |
|  |                       |